# Engtanz (Album)
Engtanz ist das sechste Studioalbum des deutschen Sängers und Songwriters Bosse.

## Inhalt und Produktion
Engtanz wurde auf dem Label Vertigo Records der Universal Music Group veröffentlicht. Neben der Standardversion als CD ist das Album auch als Vinyl, als Deluxe-Version sowie als limitierte Deluxe-Box erhältlich. Die Deluxe-Version enthält zusätzlich das Live-Album Leise Landung auf CD, die limitierte Deluxe-Box enthält neben der zusätzlichen CD noch eine Live-DVD mit demselben Titel. Die Liveaufnahmen entstanden im Dezember 2014 beim Konzert im Admiralspalast in Berlin während der Die Kraniche Akustiktournee 2014. Die Deluxe-Box enthält des Weiteren ein 40-seitiges Fotobuch zu Leise Landung und ein Postkartenset mit Motiven von Engtanz.
Der Großteil der Aufnahmen zu Engtanz wurden von Produzent Philipp Steinke wie beim Vorgängeralbum Kraniche im Studio Casa Garfagni in Umbrien und im Brandnewstudio in Berlin vorgenommen. Einzelne zusätzliche Instrumente wurden in verschiedenen anderen Studios aufgenommen.
Thematisch geht in den Liedtexten um verpasste Möglichkeiten und ergriffene Chancen; von Verbindungen zu anderen und sich selbst.

## Cover und Booklet
Das Cover zeigt Axel Bosse im Profil, nach rechts blickend. Er trägt ein dunkles T-Shirt und scheint sich in einer Musikkneipe zu befinden. Unscharf sieht man im Hintergrund eine Bühne und als Dekoration Luftballons sowie oben am Bildrand eine Diskokugel. Für das Artwork zeichnen Julian Faudt und Stefan Mückner von We are Büro|Büro verantwortlich. Das Booklet enthält alle Liedtexte sowie Fotos, die zum Teil von Axel Bosse und von anderen am Album Beteiligten aufgenommen wurden. Die einem Liedtext gegenüberliegende Bookletseite zeigt (mit einer Ausnahme) ein photographisches Stillleben, welches den jeweiligen Songtext illustriert.

## Titelliste
1. Ausserhalb der Zeit – 5:12
2. Dein Hurra – 3:17
3. Steine – 3:28
4. Nachttischlampe – 4:27
5. Krumme Symphonie (mit Casper) – 3:13
6. Mordor – 3:47
7. Immer so lieben – 3:41
8. Wir nehmen uns mit – 4:00
9. Blicke – 3:38
10. Insel – 3:43
11. Ahoi ade – 4:04[3]

## Veröffentlichungen

### Single
Die Single Steine wurde vorab als Download am 18. Dezember 2015 veröffentlicht.

## Resonanz
Kai Butterweck von laut.de ist der Meinung, dass mehr hätte drin sein können: „Beschwingte Rhythmen und unzählige Dur-Passagen lassen Songs wie Außerhalb der Zeit, Dein Hurra und die erste Single Steine in einem hellen Licht erstrahlen.“ „Ein schneller Beat, viel Tamtam im Hintergrund und eingängige Gesangslinien“, zeichneten auch die Nachttischlampe aus. Für ihn schießt Engtanz zum Teil über das Ziel hinaus. Nach der Hälfte des Albums würde es „immer unruhiger“. „Phasenweise klingt es, als hätte man der Hintermannschaft von Florence Welch pures Adrenalin in die Getränke gemischt.“
„Mann, Mann, Du kannst das doch besser.“, möchte auch Eric Mayer von Plattentests.de Bosse flüstern. Ausserhalb der Zeit hätte vieles was Bosse ausmachte, was seine Songs vom Radio-Einheitsbrei abhob. Leider klappte das nicht immer auf diesem Album. Mayer ist der Meinung: „Was inhaltlich noch auf Kraniche zwar etwas kitschig, aber dennoch frisch und bewegend war, nervt nunmehr an etlichen Stellen: Da wäre die erste Auskopplung Steine, die zwar nachfühlbar in zwischenmenschlicher Disharmonie badet, die obligatorischen Vergleiche mit Steinen und Geröll aber überstrapaziert.“ Mordor, das von Aufbruch und Abschied erzählte, sei jedoch trotz feinem Rhythmus, guter Melodie und allerlei Streichern, Keyboardflächen und Chören zwar opulent instrumentiert, dennoch eine recht verschlafene Platte. Letztlich bewertet er das Album als durchschnittlich.